# Aliens: Fireteam Elite
Aliens: Fireteam Elite là một game bắn súng góc nhìn người thứ ba chỉ có phần chơi mạng sắp ra mắt dưới sự phát triển của hãng Cold Iron Studio với sự hợp tác của 20th Century Games thuộc Disney. Đây là tựa game Alien đầu tiên kể từ trò Alien: Blackout và là phần tiếp theo độc lập của bộ ba game Alien bản gốc. Trái ngược với Alien: Isolation, Fireteam Elite sẽ tập trung vào phần hành động hơn là chơi theo kiểu kinh dị sinh tồn. Trò chơi sẽ thành một tựa game bắn súng co-op góc nhìn người thứ ba, có thể chơi với bạn bè hoặc đồng đội do AI điều khiển.

## Mở đầu
Dù dựa trên phần phim thứ hai, câu chuyện của game này là phần tiếp theo của bộ ba Alien, lấy bối cảnh 23 năm sau phần phim gốc. Người chơi sẽ hóa thân vào vai một tay lính thủy đánh bộ ngoài không gian (Colonial Marine) trên chiếc phi thuyền USS Endeavor, được giao nhiệm vụ phản hồi một cuộc gọi khẩn cấp từ các thuộc địa bên ngoài vũ trụ.

## Lối chơi
Aliens: Fireteam Elite có tổng cộng năm lớp nhân vật: Gunner, Demolisher, Technician, Doc và Recon. Trò chơi bao gồm bốn chiến dịch phần chơi chính với ba màn chơi mỗi chiến dịch, và người chơi được hai tay lính đồng hành đi kèm có thể được điều khiển bởi một người chơi khác hoặc AI. Có năm mức độ khó và hai mươi loại quân địch, và phần tùy chỉnh vũ khí cùng trạng thái thăng cấp của nhân vật có trong game. Co-op mạng cục bộ không có sẵn trong game, mặc dù phần ghép trận trực tuyến có thể để ở chế độ công khai hoặc riêng tư. Nhà sản xuất có sẵn kế hoạch dành cho DLC sau khi ra mắt game, nhưng không có hộp chiến lợi phẩm hoặc giao dịch vi mô.
Lối chơi theo như trình chiếu trong đoạn trailer tiết lộ và trong một bản demo thực tế được đem ra so sánh với bộ đôi tựa game Left 4 Dead.

## Phát triển và phát hành
Cold Iron Studios được thành lập vào năm 2015 bởi nhóm đã tạo nên những tựa game bao gồm City of Heroes và Star Trek Online. Hãng này được FoxNext Games mua lại vào tháng 3 năm 2019. FoxNext là nhà phát hành game di động và dự định sử dụng trò Aliens mới toanh của Cold Iron nhằm mở rộng danh mục đầu tư của mình bao gồm các dự án AAA quy mô lớn hơn. FoxNext về sau được Disney mua lại, hãng này đã bán lại studio này cho Scopely, rồi sau Scopely đem Cold Iron bán cho Daybreak Game Company.
Trò chơi dự kiến phát hành vào ngày 24 tháng 8 năm 2021  trên PC, PlayStation 4, PlayStation 5, Xbox One, Xbox Series X và Series S.